# Prvoslav Vujčić
Prvoslav Vujčić (srbsko Првослав Вујчић; rojen 1960 v Požarevcu) je srbski književnik, pesnik, kolumnist in aforist.

## Biografija
Prvoslav Vujčić je član združenja kniževnosti Srbije. Združenja književnosti Republike Srpske in internacionalnog združenja pesnikov.
Prvoslav Vujčić je častni član Združenja književnikov Kanade. Internacionalno združenje pesnikov podelilo mu je častni naslov ime „ambasadorja poezije” 2007 v Združenih državah Amerike.

## Najbolj pomembna dela
Objavil je zbirko poezije:
- „Razmišljanje enega trupla” (Beograjska knjiga, 2004.),
- „Beograde, dobro je, bi’ iz Toronta tebi” (Beograjska knjiga, 2004.),
- „Kastracija vetra” (Beograjska knjiga, 2005.),
- „Deveto koleno vse/mira” (Beograjska knjiga, 2005.)

## Priznanja
Dobil je nagrado „Zmajevo” za knjigo v pravopisu (Beograd, Srbija), „Zmajevo” za pesem (Beograd, Srbija), nagrado „Minerva” za delitev resnice o Srbima.